# 바크

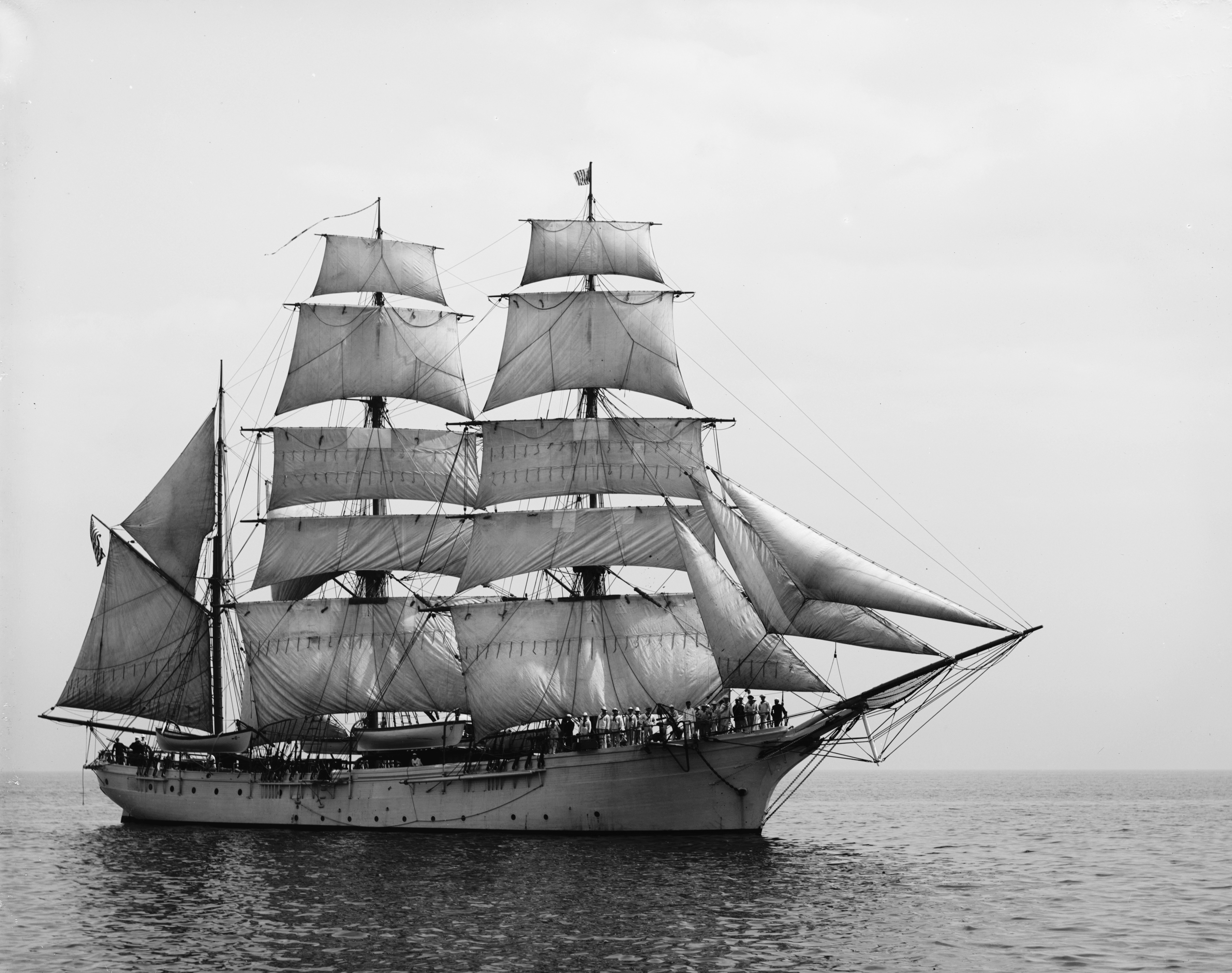
20세기 초반에 촬영된 세대박이 바크 사진

바크(barque, barc, bark)는 세 개 이상의 돛대가 있으며 앞돛대는 가로돛, 뒷돛대는 세로돛을 단 범선이다.

## 같이 보기
- 바컨틴
- 브리간틴
- 스쿠너